# Reginald Hibbert
Sir Reginald Alfred Hibbert, GCMG (* 21. Februar 1922 in Ilford, Essex, England; † 5. Oktober 2002 in Shrewsbury, Shropshire, England) war ein britischer Diplomat, der unter anderem zwischen 1976 und 1979 stellvertretender Unterstaatssekretär im Außenministerium sowie von 1979 bis 1982 Botschafter in Frankreich war.

## Leben
Reginald Alfred Hibbert, Sohn von Alfred Hibbert und dessen Ehefrau Kathleen Frances Alice Hibbert, begann nach dem Besuch der Queen Elizabeth’s School in Chipping Barnet ein Studium am Worcester College der University of Oxford. Das Studium musste er wegen Militärdienstes im Zweiten Weltkrieg unterbrechen, Nachdem er zunächst im Panzerregiment 4th Queen’s Own Hussars diente, nahm er als Angehöriger der Sondereinsatztruppe SOE (Special Operations Executive) an Einsätzen in Albanien teil und beschrieb seine Erfahrungen in dem 1991 erschienenen Buch Albania’s National Liberation Struggle: A Bitter Victory. Zuletzt war er 1944 in Italien eingesetzt. Nach Kriegsende nahm er sein Studium am Worcester College und trat nach dessen Abschluss 1946 in den diplomatischen Dienst (HM Diplomatic Service) des Außenministeriums (Foreign Office). Er fand in der Folgezeit zahlreiche Verwendungen an Auslandsvertretungen sowie im Außenministerium. 
1964 wurde Hibbert Geschäftsträger (Chargé d’affaires) der Vertretung in der Mongolischen Volksrepublik und hatte diese Funktion bis 1966 inne. 1966 wurde er für seine Verdienste Companion des Order of St Michael and St George (CMG). Nachdem er zwischen 1966 und 1967 als Forschungswissenschaftler (Research Fellow) an der University of Leeds tätig gewesen war, übernahm er zwischen 1967 und 1969 den Posten als Berater des Kommandos Fernost (Far East Command) sowie von 1970 bis 1971 als Politischer Berater des Oberkommandierenden des Kommandos Fernost, Air Chief Marshal Sir Brian Burnett. Im Anschluss war er von 1972 bis 1975 Gesandter an die Botschaft in der Bundesrepublik Deutschland und kehrte danach 1976 ins Außenministerium (Foreign and Commonwealth Office) zurück, in dem er von 1976 bis 1979 Leiter der Unterabteilung Europa (Assistant Under-Secretary for Foreign and Commonwealth Affairs, Europe) war.
Im Anschluss war Reginald Hibbert zwischen 1976 und 1979 stellvertretender Unterstaatssekretär für Europa und Politischer Direktor im Außenministerium (Deputy Under-Secretary for Foreign and Commonwealth Affairs, Europe and Political Director). 1979 wurde er zum Knight Commander des Order of St Michael and St George (KCMG) geschlagen und führte seither den Namenszusatz Sir. Zuletzt löste er 1979 Sir Nicholas Henderson als Botschafter in Frankreich ab und bekleidete diesen Posten bis zu seinem Eintritt in den Ruhestand 1982, woraufhin Sir John Fretwell seine dortige Nachfolge antrat. 1982 wurde er zum Knight Grand Cross des Order of St Michael and St George (GCMG) erhoben. 
Nach seinem Ausscheiden aus dem diplomatischen Dienst war er zwischen 1982 und 1987 Direktor der Ditchley Foundation und war daneben zwischen 1983 und 1988 am St Antony’s College  der University of Oxford tätig sowie von 1984 bis 1988 auch Gastwissenschaftler (Visiting Fellow) am dortigen Nuffield College. 1988 wurde er zudem Honorary Fellow der Swansea University. Er war ferner zwischen 1990 und 1995 Vorsitzender der Französisch-Britischen Gesellschaft, von 1996 bis 2000 Präsident der Albanischen Gesellschaft sowie zwischen 1997 und 1999 Präsident der Féderation Britannique des Alliances Françaises.
1949 heiratete Reginald Alfred Hibbert die 2013 verstorbene Ann Pugh, Tochter des Richters Sir John Alun Pugh. Aus dieser Ehe gingen die drei Kinder William John, Jane und George Hibbert hervor.

## Veröffentlichung
- Albania’s National Liberation Struggle: A Bitter Victory, Pinter Publishers, London, 1991, ISBN 0-86187-109-X
- The Kosovo question: origins, present complications and prospects, David Davies Memorial Institute, London, 1999
- Letters from Mongolia, Mitautorin Ann Hibbert, Radcliffe Press, London, 2005. ISBN 1-85043-578-2